# Upega
Ùpega (Üpega in dialetto brigasco), forse dal preligure "che sta in alto", è una piccola frazione del comune di Briga Alta in provincia di Cuneo. È un caratteristico paesino di montagna (1.297 m) sito in alta valle Tanaro, ed è uno dei centri principali della cultura brigasca. Il Comune di cui fa parte è uno dei meno popolosi d'Italia e del Piemonte (40 residenti) e si caratterizza per le sue case in pietra addossate l'una all'altra quasi a sembrare grattacieli in miniatura.

## Storia e cultura
Upega fa parte, con altre località montane adiacenti, della Terra Brigasca, zona alpina a cavallo fra Italia e Francia.

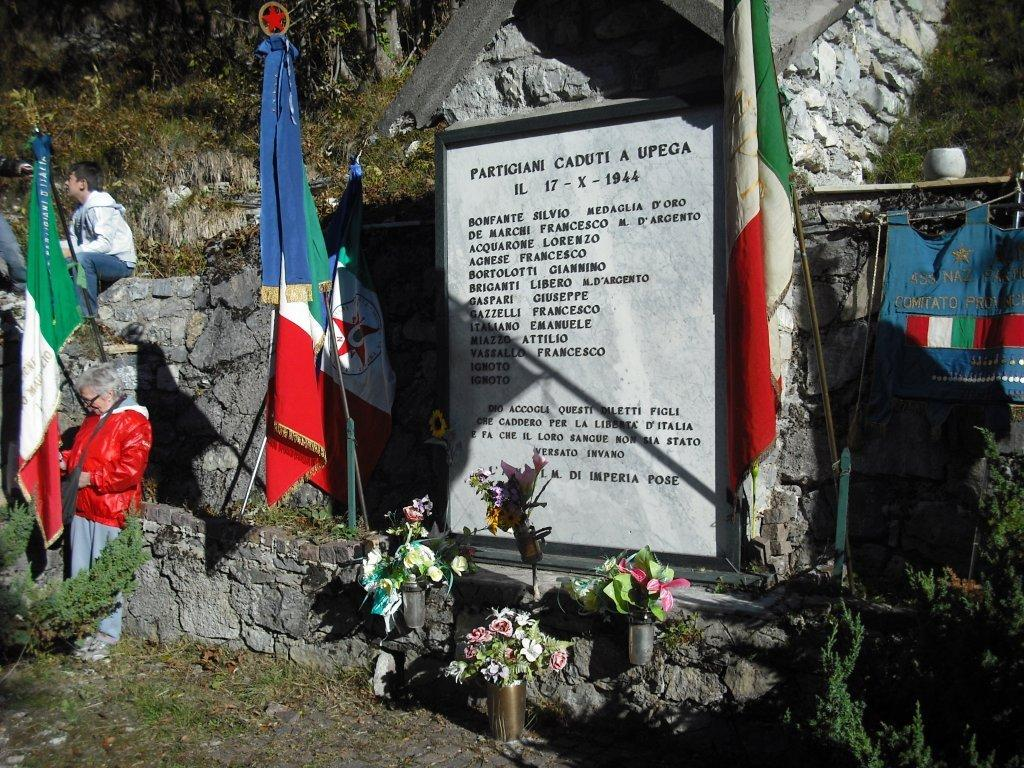
Lapide a Upega in memoria dei caduti Partigiani

In seguito al trattato di pace del 1947, i Comuni di Briga Marittima e di Tenda passarono alla Francia mentre parte dei territori brigaschi rimasti italiani si costituirono in un nuovo comune chiamato appunto Briga Alta. In realtà Briga Alta non esiste come paese in sé, ma come comune formato da tre frazioni, Piaggia, Carnino e Upega appunto, isolate l'una dalle altre nella stagione invernale, ma collegate dai pascoli di alta montagna (anche verso l'attuale versante francese), che un tempo i pastori percorrevano abitualmente a piedi. Nonostante l'appartenenza alla provincia di Cuneo, la popolazione fa parte di una singolare enclave etno-linguistica chiamata Brigaschi, fortemente influenzata dalla vicina Liguria e la cui parlata, foneticamente e morfologicamente ligure alpina, risente anche dell'influsso nizzardo-occitano e più limitatamente di quello piemontese. L'insediamento stagionale umano in queste vallate risale al' Alto Medioevo ma quello stabile non sembra essere precedente al secolo XVII. Il villaggio costituisce un insediamento ad opera di abitanti di Briga Marittima in cerca di nuovi pascoli e di nuove terre da coltivare. L'economia tradizionale, fino agli anni Cinquanta del secolo scorso, era basata sulla pastorizia (allevamento della pecora brigasca) e sulla  coltivazione di frumento, segale, orzo, legumi e patate. Sono ancora oggi visibili le tracce del tentativo dell'uomo di strappare alla montagna ogni metro di terra coltivabile creando terrazzamenti che arrivano fino agli estremi pendii rocciosi che sovrastano il paese. Sino ai primi anni del XX secolo questa frazione contava circa 400 abitanti; progressivamente si è assistito a un graduale ma inesorabile spopolamento (fino alle poche anime che oggi la popolano) che ha colpito molti territori montani ricchi di fascino e bellezza ma limitati per attività produttive e fortemente penalizzati dalle vie di comunicazione.
La strada provinciale oggi percorsa venne realizzata negli anni ’50 dall'impresa "Feltrinelli" in cambio dello sfruttamento del legname presente in grande quantità nei boschi delle Navette e nel Bosco Nero. Prima di allora l'accesso all'abitato avveniva attraverso una vecchia mulattiera, ancora oggi visibile, lungo lo spettacolare "orrido" delle Fascette (in alcuni passaggi con tratti ferrati).
Durante la Guerra di Liberazione, Upega fu sede conclusiva di un grande rastrellamento da parte dei tedeschi; in tale occasione, il 17 ottobre 1944, caddero oltre venti partigiani tra cui Silvio Bonfante "Cion", M.O.V.M., Francesco De Marchi "Dinaste", M.A.V.M. e Libero Briganti, "Giulio", M.A.V.M. Altri sei, catturati e condotti presso il Comando tedesco a Saorge, vennero trucidati il 22 e il 24 dello stesso mese.

## Geografia fisica
Il comprensorio alpino di Upega e delle altre frazioni (Piaggia e Carnino superiore) fa parte delle Alpi Liguri, massicci montuosi di una certa entità ma limitrofi alle vallate dell'entroterra ligure, quindi non distanti dal mare. Erroneamente considerate parte delle Alpi Marittime, le Alpi liguri hanno recentemente assunto la propria dignità di massicci montuosi con particolari caratteristiche oro-morfologiche e vegetali. Il clima marino influenza queste valli in modo determinante e permette la crescita di specie vegetali ad altitudini più elevate rispetto agli altri settori della catena alpina.

## Da vedere

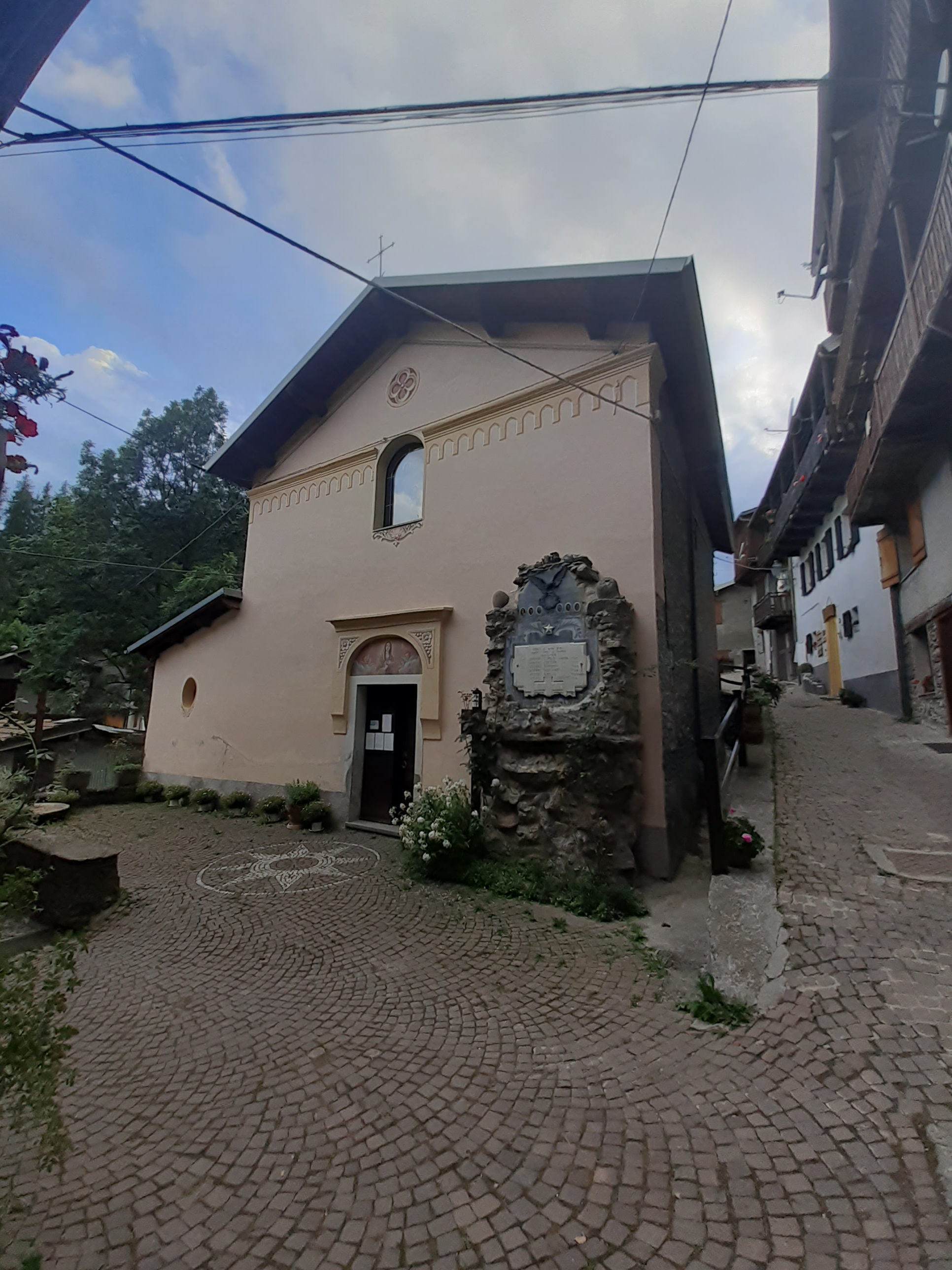
La chiesa parrocchiale di Sant'Anna

Il Bosco delle Navette, un tempo inesauribile riserva di pregiato legname, è uno splendido bosco che ospita tappeti rossi di rododendri all'ombra di larici e abeti bianchi, con varie specie arboree e numerose orchidee spontanee. Il bosco si estende per 2.770 ettari sopra l'abitato di Upega, nel comune di Briga Alta, ed è uno dei più grandi e interessanti boschi delle Alpi Occidentali. Il nome deriva dal fatto che anticamente il legno da esso ricavato veniva utilizzato per la costruzione di barche e navi nella vicina costa ligure. Il bosco è oggi protetto ed è dimora di una ricca fauna di camosci, caprioli e galli forcelli. Di recente è ricomparso il lupo, in questo territorio.

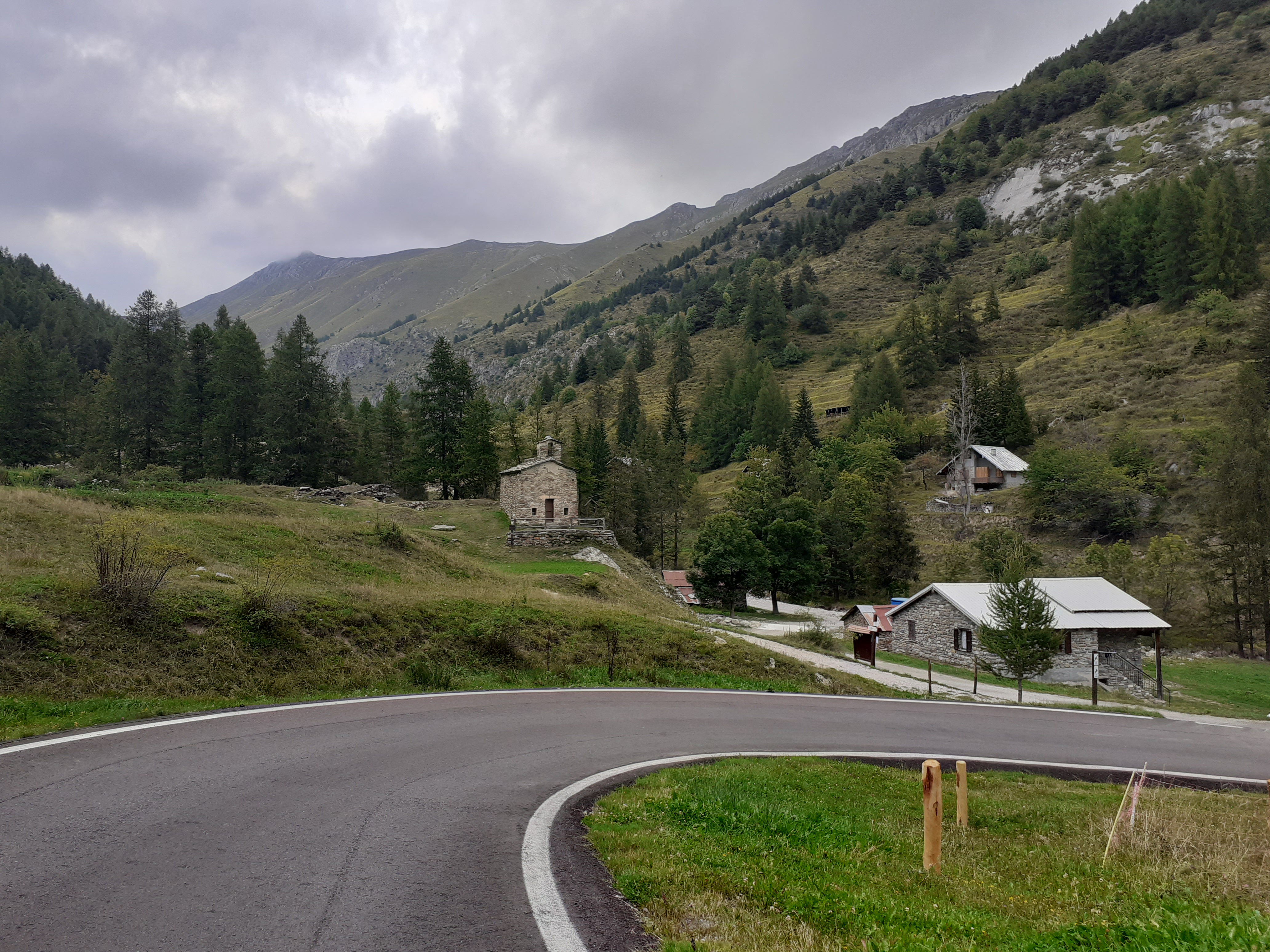
La cappelletta della Madonna della Neve

Il monte Saccarello (m 2.200) è la vetta più alta della Liguria ed è facilmente raggiungibile anche attraverso una strada sterrata dalla cui cima, nelle giornate serene, si vede il mare e Ventimiglia, con i paesi, una volta italiani ed oggi, purtroppo, francesi, di Briga e Morignole, la Valle Arroscia, la Valle Tanaro e il Monviso.
La chiesa di Sant'Erim, recentemente ristrutturata, nella bellissima valle dei Maestri (luogo simbolo, insieme al Cristo Redentore, del popolo brigasco).
Il passo delle Fascette, ameno paesaggio carsico e spettacolare gola di accesso all'abitato di Upega.

## Gastronomia
È una cucina povera quella che si è sviluppata in queste valli; la cosiddetta "cucina bianca" dei pastori transumanti, cioè costituita di latticini, patate, porri, cereali e aglio.
Il piatto tipico principale è costituito dai sugéli, pasta a forma di orecchiette condita con panna, funghi e porri o con il bruss.
Tipica anche la tuma, fresca o stagionata, fatta con il latte delle mucche o delle pecore della zona.

## Sport
Il territorio si presta alla pratica di numerose attività sportive.
Speleologia; il fenomeno del carsismo (una vasta area di 60 km² attorno al massiccio del Marguareis) ha prodotto numerose grotte di una certa rilevanza, basti pensare al comprensorio di Piaggia Bella (36 km di sviluppo con 1 km di profondità e considerato tra i più importanti in Italia e di rilevanza internazionale), di Labassa o il comprensorio del Colle dei Signori.
Sci di fondo; sono infatti presenti due piste omologate F.I.S.I della lunghezza di 1,5 e 5 km che si snodano all'interno di uno spettacolare bosco di conifere poco lontano dall'abitato del paese.
Mountain Bike e freeride; la presenza numerosissimi sentieri, alcuni dei quali recentemente tracciati all'interno di boschi di larici e abeti, rende il territorio particolarmente adatto a queste due attività.
Sci alpino e camminate con racchette da neve; percorrendo un tracciato che dalla chiesetta di Madonna della Neve attraverso la Colla Rossa giunge al monte Bertrand (2481 m), spartiacque italo-francese.
Arrampicata; poco al di sopra del paese sono presenti falesie adatte all'arrampicata.